# 第六届澳门国际电影节
第6届澳门国际电影节（英語：6th Macau International Movie Festival）於2014年12月30日在澳门举行，出席嘉賓包括中国著名导演张艺谋、国际武打明星尚格云顿、演员袁姗姗、任达华、陈宝国、蔡卓妍、吕良伟、吴思远、陈嘉桓等。

## 提名和得奖
| 最佳影片 - 《归来》 - 《一生一世》 - 《魔警》 - 《北京爱情故事》 - 《一个人的武林》                                                | 优秀影片大奖 - 《腊月的春》 |
| 最佳导演 - 钟澍佳 《男人唔可以穷》 - 行定勋《深夜前的五分钟》 - 林超贤《魔警》 - 陈思诚《北京爱情故事》 - 陈德森《一个人的武林》   | 最佳编剧 - 邹静之 《归来》 - 陈思诚《北京爱情故事》 - 何澜《一个人的恋情》 - 姜萍《情笛之爱》 - 黄真真《708090之深圳恋歌》     |
| 最佳男主角 - 任达华 《雏妓》 - 吴彦祖《魔警》 - 陈道明《归来》 - 甄子丹《一个人的武林》 - 黄宗泽《男人不可以穷》                   | 最佳女主角 - 蔡卓妍 《雏妓》 - 巩俐《归来》 - 高圆圆《一生一世》 - 刘诗诗《深夜前的五分钟》 - 佟丽娅《北京爱情故事》           |
| 最佳男配角 - 從缺 - 王宝强《一个人的武林》 - 安志杰《魔警》 - 陈伟霆《男人唔可以穷》 - 杜海涛《一生一世》 - 王学兵《北京爱情故事》 | 最佳女配角 - 冯波 《少女灵异日记》 - 宋智孝《708090之深圳恋歌》 - 余男《北京爱情故事》 - 丁嘉丽《归来》 - 白冰《一个人的武林》 |
| 最佳新人 - 张慧雯《归来》 | 最佳摄影 - 赵小丁 《归来》 - 黄永恒《一个人的武林》 - 宋晓飞《北京爱情故事》 - 张楠《少女灵异日记》 - 谢忠道《魔警》           |
| 最佳原创电影歌曲 - 吴克羣 | 最佳儿童影片大奖 - 《情笛之爱》                                                                                                |
| 最佳公益影片大奖 - 《有一天》 | 华语导演杰出贡献奖 - 张艺谋 |
| 华语影视表演杰出成就奖 - 吕良伟 | 电影产业发展贡献奖 - 于冬 |
| 动作表演杰出成就奖 - 尚格云顿 | 优秀制片人 - 《一个人的恋情》 - 《乡村俱乐部》 - 《708090之深圳恋歌》 - 《目标战》 - 《老腔》                                  |